# Bennagatta, Malur
Bennagatta là một làng thuộc tehsil Malur, huyện Kolar, bang Karnataka, Ấn Độ.